# Museo di storia locale di Ivankiv
Il museo di storia locale di Ivankiv (in ucraino Іванківський історико-краєзнавчий музей?, Ivankivs'kyj istoryko-krajeznavčyj muzej) era un edificio della cittadina ucraina, nell'oblast' di Kiev, che è stato distrutto durante l'invasione russa dell'Ucraina nel 2022. Era noto principalmente per aver ospitato delle opere dell'artista folcloristica ucraina Marija Prymačenko.

## Storia
Il museo di Storia Locale di Ivankiv aprì il 21 febbraio 1981 e si trova presso un sito archeologico che risale al periodo medioevale. Il museo comprendeva diverse mostre su Černobyl', l'Afghanistan e la seconda guerra mondiale. Dal 2016 al 2018 il museo venne riqualificato per accogliere le nuove collezioni. Nel 2021 nel museo si tenne una mostra sul patrimonio ebraico di Ivankiv.

## Collezioni
Le collezioni del museo includevano delle opere dell'artista Marija Prymačenko e dell'arte tessile di Hanna Veres e sua figlia Valentina. Il museo ospitava anche degli esemplari di scienze naturali e dei resti archeologici.

## Distruzione
Il 27 febbraio 2022, durante la battaglia di Ivankiv, uno scontro militare avvenuto durante l'invasione russa dell'Ucraina del 2022, il museo prese fuoco e le prime notizie sull'accaduto riportavano la perdita di oltre venti opere dell'artista Marija Prymačenko. Tuttavia, secondo un messaggio pubblicato sulle reti sociali della giornalista Tanja Gončarova, degli abitanti della città sarebbero riusciti a salvare alcune delle opere di Prymačenko dalle fiamme. Secondo un'intervista alla pronipote di Prymačenko, Anastasija Prymačenko, pubblicata su The Times, dieci delle sue opere sarebbero state salvate da una persona del posto che sarebbe entrata nel museo in fiamme e le avrebbe portate via.
La direttrice della Riserva storico-culturale di Vyšhorod, Vlada Lytovčenko, definì la presunta perdita "irreparabile" in una pubblicazione sui media sociali. Il ministro della cultura dell'Ucraina, Oleksandr Tkačenko, richiese che la Russia fosse privata della sua adesione all'UNESCO. Il 28 febbraio, il consiglio internazionale dei musei rilasciò una dichiarazione nella quale condannava la "distruzione dolosa" del museo, la quale metteva in luce "un impatto tangibile e irreversibile" della guerra allora in corso.